# DR-Baureihe 276
Die Baureihe 276.1 der Deutschen Reichsbahn (ab 1992 Baureihe 476/876) ist eine Serie von umgebauten Fahrzeugen der Baureihe 275 für die Berliner S-Bahn. Das aus insgesamt 188 Viertelzügen bestehende Umbauprogramm dauerte von 1979 bis 1989 an und wurde im Reichsbahnausbesserungswerk Berlin-Schöneweide „Roman Chwalek“ durchgeführt. Die letzten Fahrzeuge der Gattung wurden im Jahr 2000 ausgemustert.

## Entwicklung und Aufbau
Bereits ab 1975 wurden die ersten Züge der Baureihen ET 166 (276.0) und ET 167 (277) modernisiert. Die Wagen erhielten eine neue Stirnfront mit zwei statt drei Fenstern, neue Schlussleuchten, einen vergrößerten Führerstand und einen modernisierten Fahrgastraum. Dieser wurde bei der Reihe ET 167/277 schon Mitte der 1960er-Jahre einer Modernisierung unterzogen. Die Fahrzeuge der Reihen 276 und 277 wurden später bei der Rekonstruktion einander angeglichen und einheitlich als Baureihe 277 geführt.
Die neue Baureihe 276 sollte dagegen aus zu rekonstruierenden Wagen der Bauarten Stadtbahn und Wannseebahn (Baureihe ET 165 [275]) entstehen. Äußerlich ähnelten die Fahrzeuge der Baureihe 277, allerdings unterschieden sich die Wagen durch eine geschweißte gerade Front im Gegensatz zu der runden bei den 277ern. Statt der ursprünglichen drei Fenster sind nun zwei große Fenster eingebaut worden. Der Zielschildkasten, früher über dem mittleren Fenster angeordnet, wurde in das in Fahrtrichtung linke Fenster integriert. Der Platz des Triebwagenführers befand sich weiterhin auf der rechten Seite.
Der Fahrgastinnenraum wurde ebenfalls an den der 277er angepasst. Statt der Holzbänke und den in den 1950er-Jahren bereits eingebauten Hartpolstersitzen kamen nun gepolsterte Sitzreihen zum Einsatz. Die ursprünglich den ganzen Raum zwischen den beiden ersten Türen der Triebwagen einnehmenden Traglastenräume wurden um die Hälfte verkleinert, die Trennwände erhielten Schiebe- statt Drehtüren. Diese wurden später ganz ausgebaut. An den Kurzkuppelenden der Beiwagen wurden zusätzliche Mehrzweckräume mit Längsbänken geschaffen. Der gesamte Innenraum wurde mit »Sprelacart«-Platten verkleidet, zu Anfang entsprechend den Wagen der BR 277 in Hellgrau, bei späteren Umbauten in dunklem Holzdekor. Anstelle der früher üblichen Senkfenster wurden Festfenster mit Lüftungsklappe eingebaut.
Technisch wurden die Züge ebenso überholt und dem Standard der Baureihe 277 angepasst. Um die Kuppelvorgänge zu erleichtern und um beide Baureihen auch elektrisch miteinander kuppeln zu können, erhielten die Scharfenbergkupplungen einen Aufsatz für die elektrischen Kontakte, das sogenannte „Klavier“. Der gemeinsame Betrieb erfolgte im Regelbetrieb allerdings nicht, da das Anfahrverhalten wegen unterschiedlicher Schaltwerke unterschiedlich ist.
Die Drehgestelle und Fahrmotoren der Ursprungsfahrzeuge wurden weiter verwendet, ebenso die einlösige, durch zusätzliche elektrische Steuerung mehrlösig gemachte Druckluftbremse. Nach 1990 wurde diese bei einigen Fahrzeugen durch eine mehrlösige Knorr-Druckluftbremse mit Einheitswirkung KE-P ersetzt. Zur Unterscheidung wurden die Wagen, bei denen auch die Vielfachsteuerleitungen durchgehend auf eine Betriebsspannung von 110 Volt umgestellt worden waren, ab der Wagennummer 001, also 476 001–070 eingeordnet. Mit anderen Wagen waren sie damit im Betrieb nicht mehr elektrisch kuppel- und steuerbar.
Um Schäden zwischen 110-V- und 750-V-Triebwagen beim versehentlichen Kuppeln zu vermeiden, waren die Klaviere der 110-V-ET mit zwei zusätzlichen gelben Streifen markiert.

## Verbleib
Nach der Ausmusterung der letzten originalen Wagen der Bauarten »Stadtbahn« und »Wannsee« 1997 sollten die Wagen der Reihe 476 als nun zweitälteste Baureihe folgen. Durch den stetigen Austausch der Wagen durch die neue Baureihe 481/482 sollte Ende 2000 der Fahrgasteinsatz der 476er enden. Bereits Ende 1998 endete der Einsatz im Nord-Süd-Tunnel aufgrund fehlender Überwachungseinrichtung der Fahrgasttüren. Am 22. Juni wurde eine offizielle Abschiedsfahrt für die Presse bei gleichzeitiger Vorstellung des 250. Viertelzugs der Baureihe 481/482 durchgeführt. Noch bis 4. Juli 2000 waren dann noch 3 Vollzüge im Fahrgasteinsatz, ab 5. Juli unterblieb der Einsatz der BR 476 nach einer Entgleisung im Bereich Berlin Zoologischer Garten. Der Großteil der Wagen wurde anschließend in Königs Wusterhausen und Espenhain verschrottet, lediglich ein Viertelzug (476/876 002) wurde vom Verein Historische S-Bahn aufbewahrt.
Eine Privatperson erstand im Sommer 2000 vier ausgemusterte Viertelzüge der Baureihe 476 mit jeweils unterschiedlichen Farbgebungen, Türen und Innenraumgestaltungen. Sie sollten Teil eines Privatmuseums werden. Da jedoch die zur Unterstellung der Wagen vorgesehene Halle in Wustermark einsturzgefährdet war und die Deutsche Bahn den Gleisanschluss kappen wollte, musste die Fahrzeugsammlung ab dem 13. Januar 2001 in Althüttendorf Nahe Joachimsthal untergestellt werden. Der Bau einer schützenden Halle unterblieb aus ungeklärten Gründen. In den folgenden sieben Jahren standen die Fahrzeuge im Freien. Nach und nach wurden die Fahrzeuge Opfer von Vandalismus, Graffiti, Plünderungen und – ab Anfang 2005 – auch von der Witterung. Da mittlerweile ein Großteil der Türen und Fenster entwendet wurde, konnte Regenwasser nun ungehindert die überwiegend aus Holz bestehenden Fahrgasträume angreifen. Am 4. März 2008 begann eine Recycling-Firma damit, das Gelände zu räumen. Bis zum 30. April 2008 wurden die insgesamt 41 Wagen der Sammlung zerlegt.
Exakt 20 Jahre nach dem Einsatzende der BR 476 (Stand 4. Juli 2020) existieren von der Baureihe 476/876 nur noch die acht Wagen 476/876 002 (HISB), 476 033 (Museum in Darmstadt-Kranichstein), 476 352 (Bln-Friedrichshain, Modersohnbrücke, Fa. LAT), 476/876 372 (Jugendclub in Kirchberg, Hunsrück), 476 396 (Bowling-Bahn Senftenberg) und 876 396 (Maskottchen vor einem Matratzengeschäft in Hessen). Von den nach der Ausmusterung der BR 476 übriggebliebenen Fahrzeugen wurden 476/876 418 und 432 Ende 2004 in Schildow, 476/876 007, 023, 061 und 074 im März/April 2008 in Althüttendorf sowie der Wagen 476 006 im September 2008 in Potsdam verschrottet. Der Wagen 476 005 stand von Januar 2001 bis Februar 2017 am S-Bhf Bornholmer Straße beim NABU als Lagerwagen, wurde angeblich wegen umweltgefährdender Stoffe im Wageninneren zerlegt. Der Wagen 476 013 stand von 2000 bis 2018 an der Modersohnschule am Melanchthonplatz in Berlin-Spandau und diente u. a.als Bibliothek. Dieser im Jahr 1979 als zweites umgebaute Triebwagen der Bauart Stadtbahn (276 103) trug die Umbaufront somit fast 40 Jahre lang.
Ein Triebwagen (476 375) wurde 1997 von der Firma Wiebe zu einem Spezialfahrzeug URG (Universalreinigungsmaschine für Gleisoberflächen) umgebaut. Das Fahrzeug dient seitdem zur Reinigung von Bahnsteiggleisen der Berliner S-Bahn. Es steht im Eigentum der Firma Wiebe.